# Röth-Linde

Gesamtansicht der Röth-Linde, im Frühling 2024

Die Röth-Linde im Münchner Stadtteil Nederling (Stadtbezirk Moosach), unmittelbar neben dem Gut Nederling und südlich der Kleingartenanlage NW 12 ist mit einem Alter von rund 300 bis 350 Jahren einer der ältesten Bäume, nach einigen Quellen der älteste Baum im Stadtgebiet von München. Sie ist als Naturdenkmal eingetragen.

## Beschreibung
Ihren Namen hat die Winter-Linde vom Maler Philipp Röth, der oft unter dem Baum gesessen und Landschaftsbilder gemalt hat. Eine Gedenktafel an der Linde erinnert an den Maler.
Die Linde ist 23 Meter hoch und hat einen Stammumfang von 6,24 Meter. Auf Grund des hohen Alters des Baumes waren umfangreiche Maßnahmen erforderlich, um ihn in seiner heutigen Form zu bewahren, zur Kronenpflege wurden unter anderem acht Kronensicherungen aus Metall eingebaut.

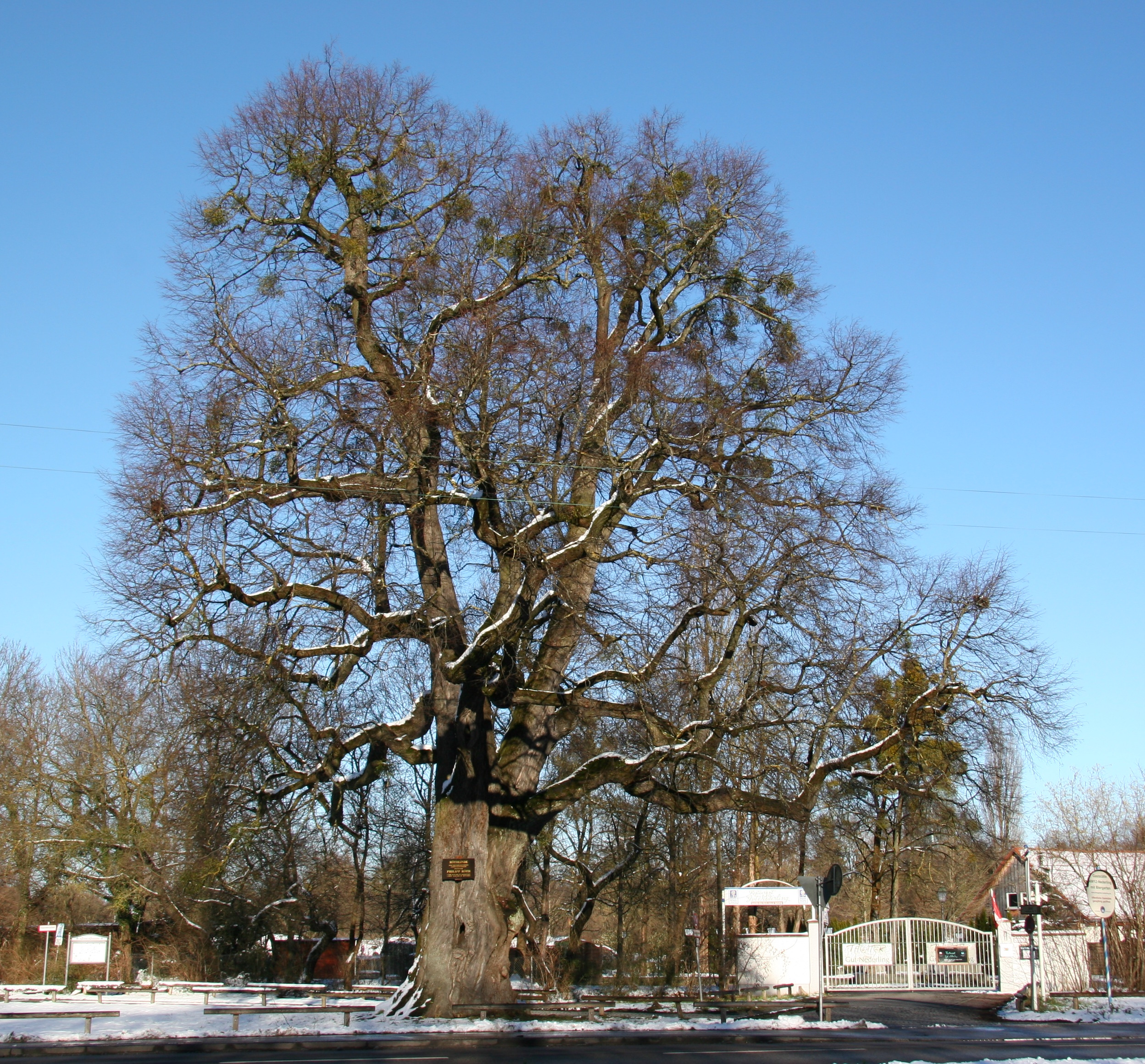
Röth-Linde mit Misteln im Winter
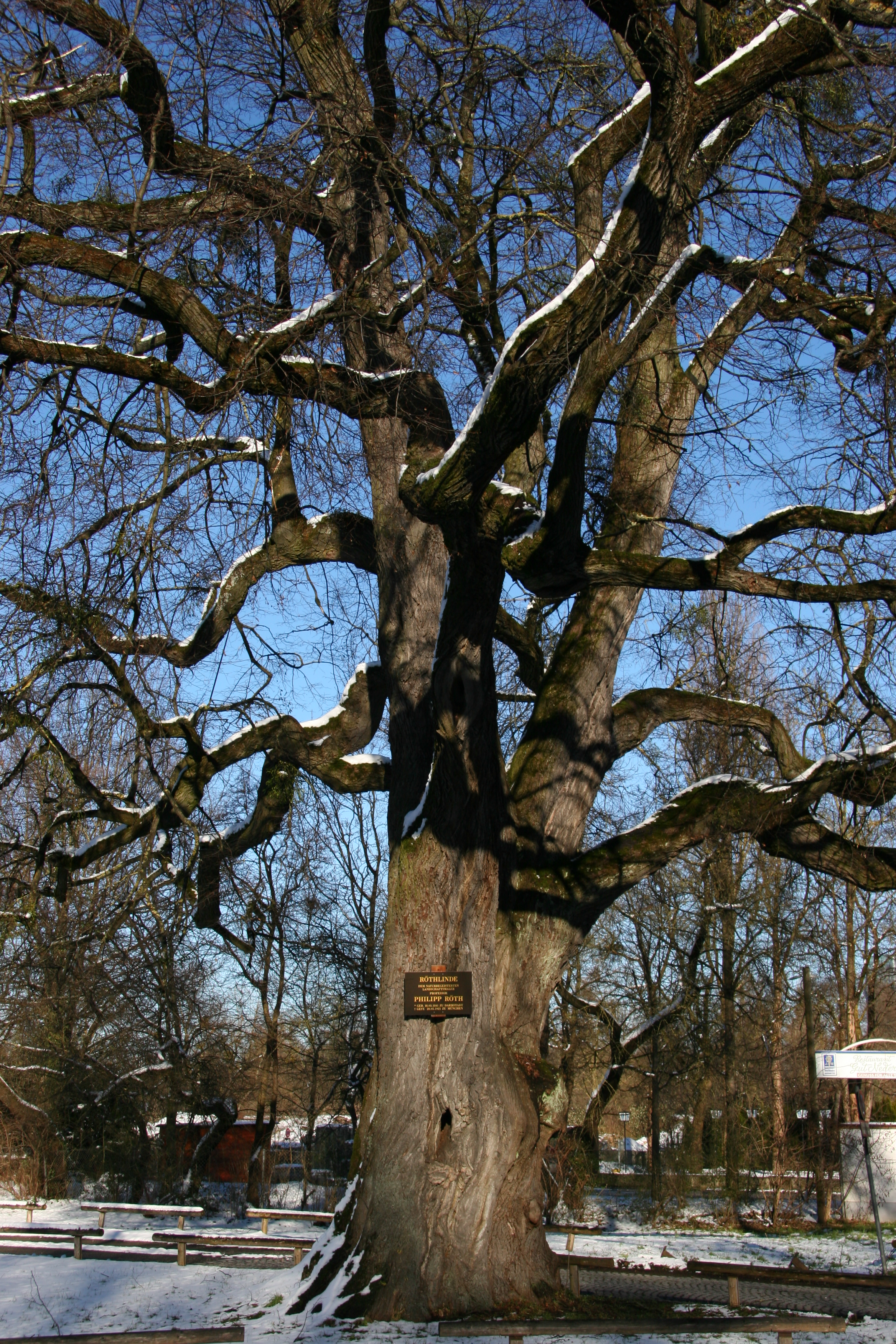
Röth-Linde mit Misteln im Winter
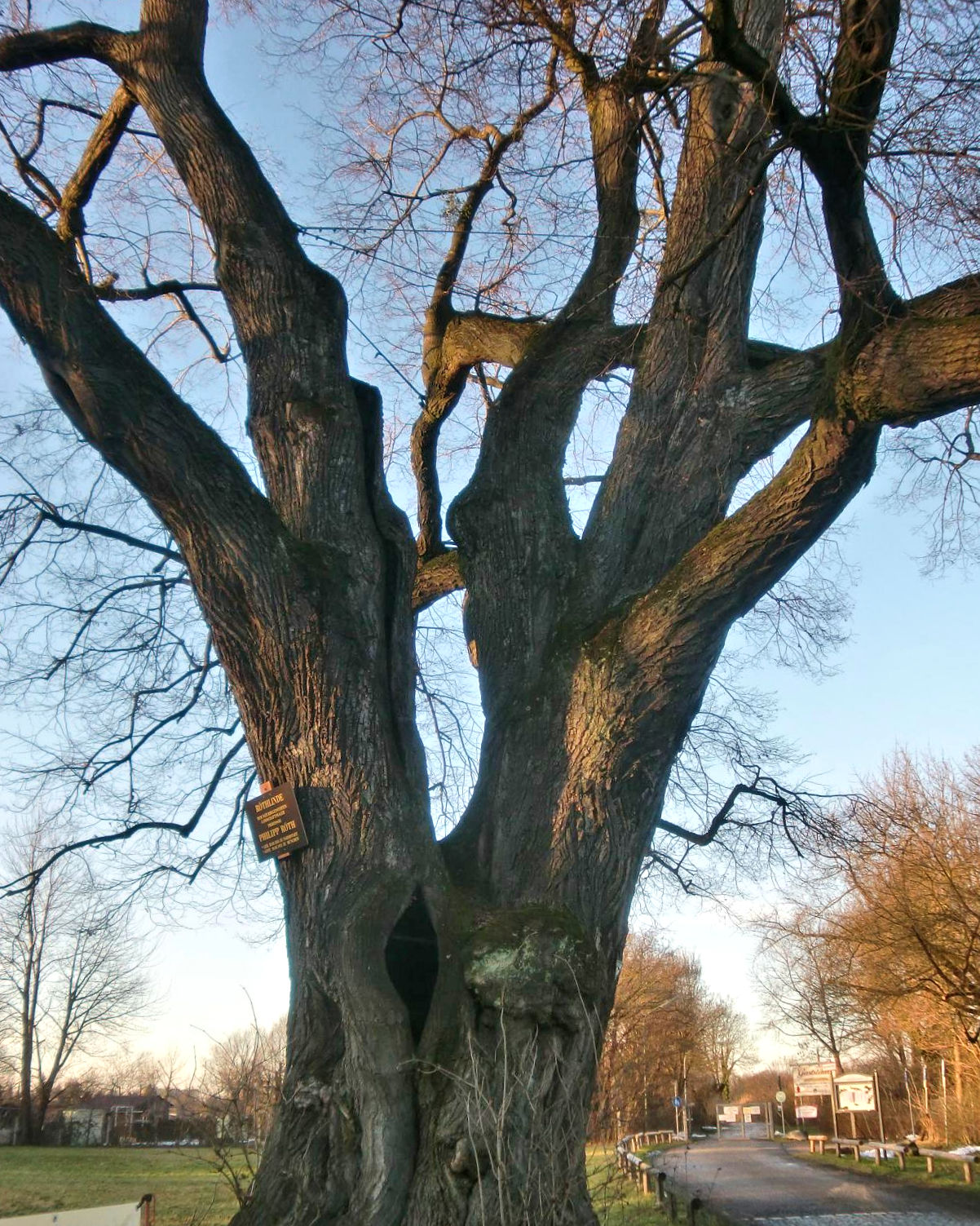
Röth-Linde im Winter, Februar 2011
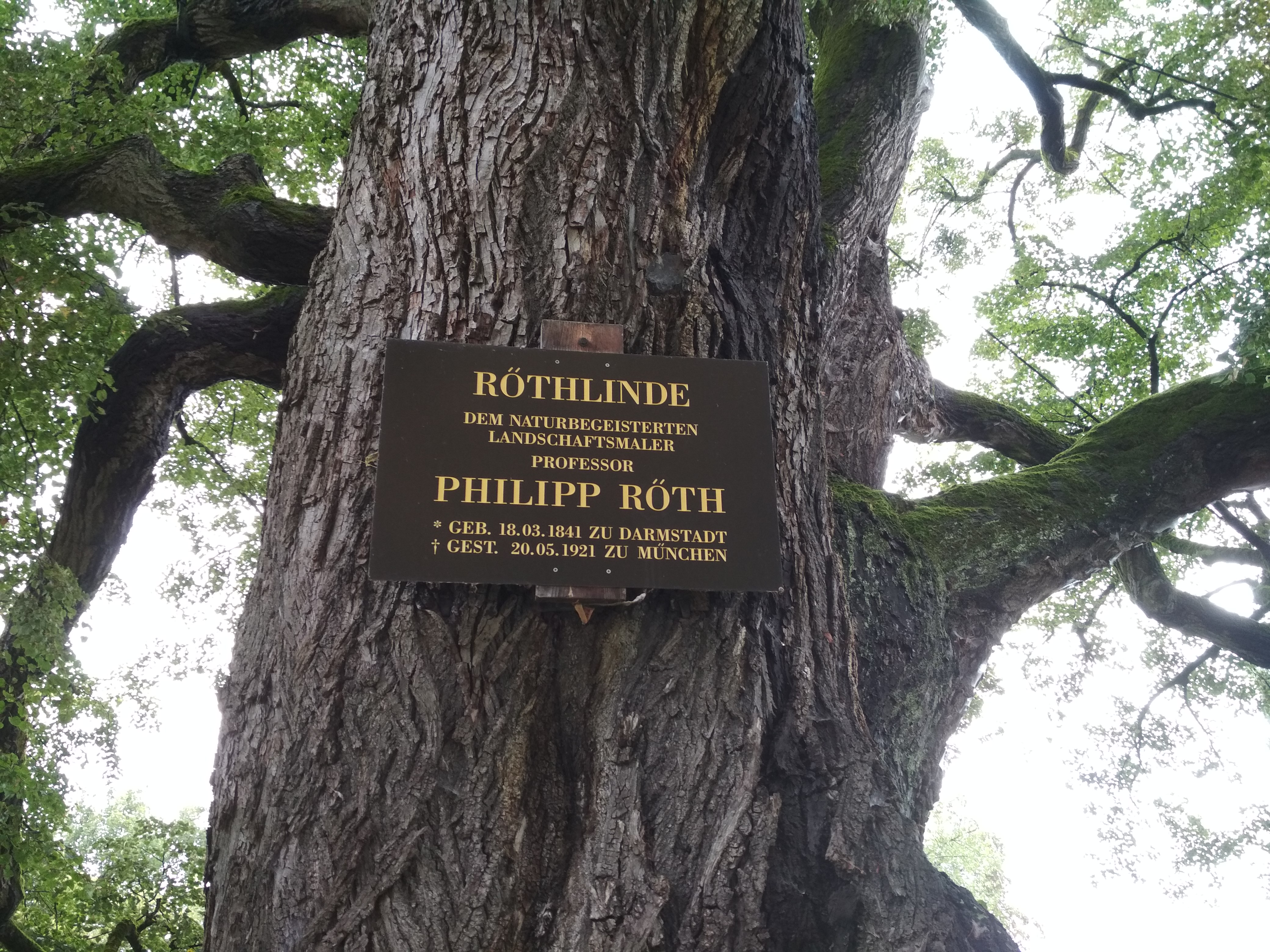
Röth-Linde mit Schild, September 2018
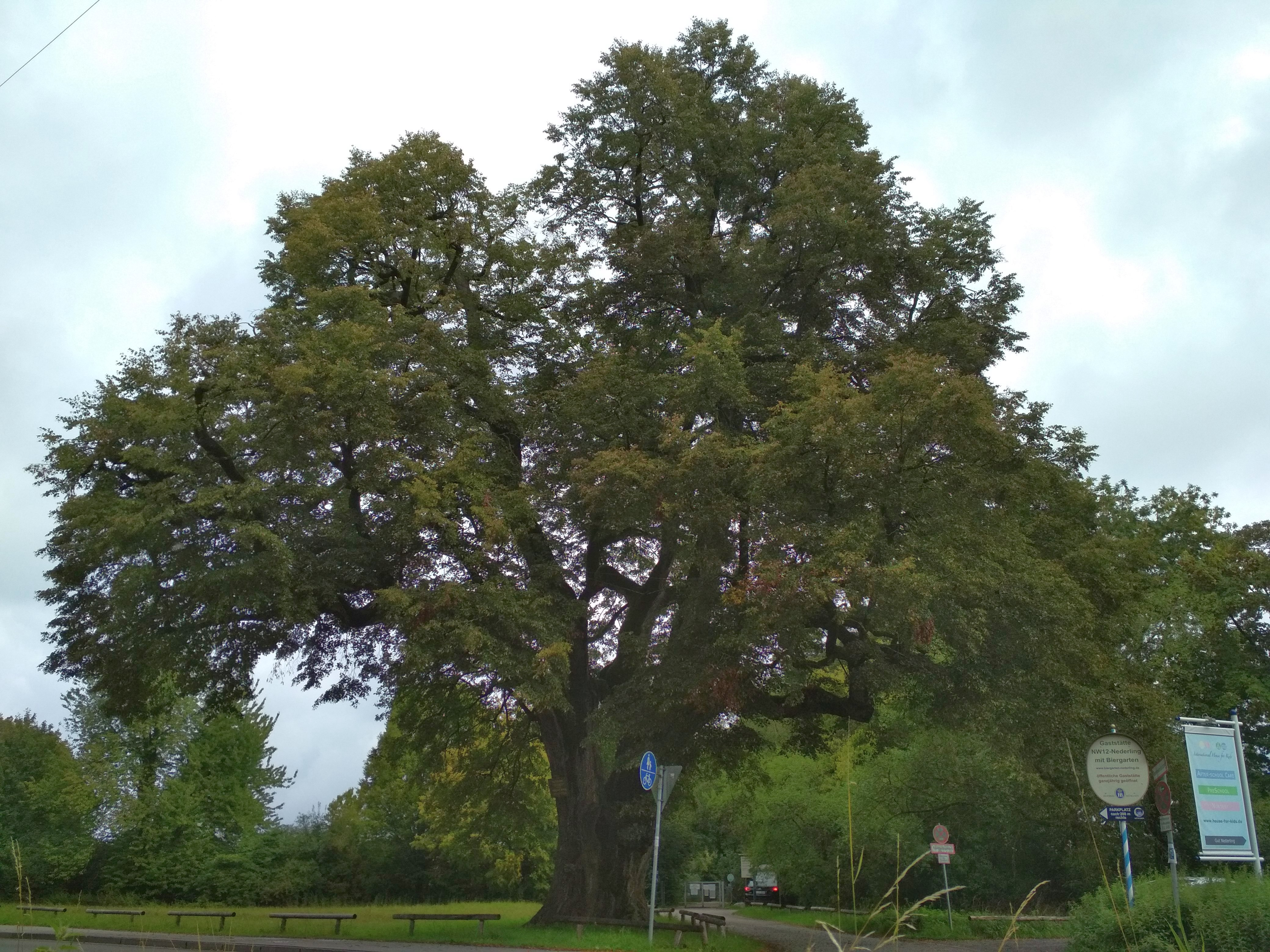
Röth-Linde, September 2018